# Сунгур Чауш бег
Сунгур Чауш бег/бей (на турски: Sungur Çavuş Bey) е османски военачалник от XV век, един от пълководците на султан Мурад II.

## Биография
Роден е като християнин и е взет като кръвен данък като малък. Става военачалник на Мурад II. Според турския историк Мехмед Тефик, автор на „История на Битолския вилает“, на връщане от поход срещу Скендрбег, на Сунгур Чауш бег му допаднало местоположнието на Битоля и с разрешние на султана се заселва там. Едно от първите му дела е построяването на Сунгур Чауш бег джамия в 1434/35 година на мястото на стара църква. [неблагонадежден източник]